# ريكاردو تشافيز سوتو
ريكاردو تشافيز سوتو (بالإسبانية: Ricardo Chávez Soto)‏ هو لاعب كرة قدم مكسيكي، ولد في 19 نوفمبر 1994. لعب مع نادي خواريز.

## روابط خارجية
- ريكاردو تشافيز سوتو على موقع Soccerway.com (الإنجليزية)
- ريكاردو تشافيز سوتو على موقع AS.com (الإسبانية)